# Marianne Odencrants
 Ida Marianne Odencrants, tidigare Hellgren Staykov, född Hällgren 6 november 1965 i Sollentuna, Stockholms län, är en svensk operasångerska (sopran).

## Biografi
Odencrants växte upp i Piteå som dotter till kyrkomusikern Albert Hellgren och hans hustru Solveig. Hon började sin musikutbildning på Framnäs folkhögskola. Därefter följde studier vid Kungliga Musikhögskolan i Stockholm och Royal College of Music i London. Hon debuterade 1992 vid Theatre Museum Covent Garden som Elle i Francis Poulencs La voix humaine. 
Sedan 2008 tillhör hon Kungliga Operans fasta ensemble. Där debuterade hon i rollen som Gilda i Giuseppe Verdis Rigoletto. På Drottningholmsteatern har hon gjort Ilia i Idomeneo.
Hon är gift med Ulf Odencrants. I sitt tidigare äktenskap med skådespelaren Georgi Staykov har hon sonen Nikolaj.

## Roller
- Elle i La voix humaine
- Monica i The Medium
- Belezza i The Triumph of Time and Truth
- Jenny i Staden Mahagonnys uppgång och fall
- Galatea i Acis and Galatea
- Yum-Yum i Mikadon
- Gilda i Rigoletto
- Olympia i Hoffmans äventyr
- Nattens Drottning och Första damen i Trollflöjten
- Despina i Così fan tutte
- Musetta i Bohème
- Skogsfågeln i Siegfried
- Amor i Orphée
- Adele i Läderlappen
- Susanna i Figaros bröllop
- Syster Constance Karmelitsystrarna
- Ilia i Idomeneo
- First Niece Peter Grimes
- Oscar i Maskeradbalen
- Gryningslärkan och Greta i Hans och Greta
- Frasquita i Carmen
- Ebba Sparre och Stefania Chigi i Christina av Hans Gefors
- Esmeralda i Brudköpet
- Elden och Näktergalen i Barnet och spökerierna
- Sophie i Werther
- Jiang Qing i Nixon in China

## Priser och utmärkelser
- 2011 – Hjördis Schymbergsstipendiet
- 2014 – Gunn Wållgren-stipendiet